# Бета-лактамазы
Бе́та-лактама́зы (β-лактамазы) — группа бактериальных ферментов, направленных на борьбу с бета-лактамными антибиотиками (пенициллины, цефалоспорины и др.), наиболее широко используемым классом веществ для антимикробной химиотерапии. Данные ферменты отвечают за образование более распространённой устойчивости бактерий к названным антибиотикам. Вторым путём развития резистентности является изменение структуры пенициллинсвязывающих белков, то есть тех белков, на которые нацелены бета-лактамные антибиотики (см. метициллинрезистентность, МРЗС).

Структура ядра молекул пенициллинов (1) и цефалоспоринов (2). Бета-лактамное кольцо показано красным

Показана связь в бета-лактамном кольце, гидролизуемая бета-лактамазами

Для борьбы с бета-лактамазами используются ингибиторы бета-лактамаз, принимаемые вместе с антибиотиком.

Схема разложения пенициллинов бета-лактамазой (первая реакция). Вторая реакция — спонтанное декарбоксилирование

## Функциональная классификация

### Группа 1
Цефалоспориназа. Молекулярный класс C.
Группа 1 представлена цефалоспориназой, не ингибируется клавулановой кислотой. Принадлежит к молекулярному классу C (см. ниже).

### Группа 3
Металло-ферменты, молекулярный класс B
В группу включают металлобеталактамазы, то есть содержащие цинк ферменты. Представители этой группы эффективны в отношении пенициллинов, цефалоспоринов и карбапенемов.

### Группа 4
Пенициллиназа, соответствующего молекулярного класса не имеют.

## Молекулярная классификация
Выделяют классы A, B, C, D.
Класс B = металлобеталактамазы, то есть бета-лактамазы, содержащие цинк.

## Резистентность в грам-отрицательных бактериях

### Карбапенемазы

#### NDM-1 (NDM1)
New Delhi metallo-β-lactamase — металло-бета-лактамаза из Нью-Дели.
Изначально описанный в Нью-Дели в 2009, ген blaNDM1 получил широкое распространение в Escherichia coli и Klebsiella pneumoniae из Индии и Пакистана. В середине 2010 года бактерии, несущие blaNDM-1 ген были обнаружены во многих странах, включая США и Великобританию, куда, видимо, были занесены людьми, занимающимся медтуризмом для прохождения косметического и другого лечения в Индии.
Тип металло-бета-лактамаз NDM-1, кодируемых этим геном, активен против большинства бета-лактамных антибиотиков, включая карбапенемы, которые раньше считались высокоустойчивыми к действию бета-лактамаз.